# Кирилл II (архиепископ Кипрский)
Архиепи́скоп Кири́лл II (греч. Αρχιεπίσκοπος Κύριλλος Β΄, в миру Константи́нос Пападо́пулос, греч. Κωνσταντίνος Παπαδόπουλος; 26 октября 1845, деревня Продромос, район Лимасол — 6 июля 1916, Никосия) — епископ Кипрской православной церкви, Архиепископ Новой Юстинианы и всего Кипра.

## Биография
В 1860 году при поддержке архиепископа Кипрского Макария I поступил в Греческую школу Левкосии, которую окончил в по 1866 году. Затем учился в Богословской школе Креста Христова в Иерусалиме, которую окончил в 1872 году.
В 1873 году вернулся на Кипр и был рукоположен в сан диакона, после чего служил священнопроповедником Кипрской архиепископии. Одновременно работал преподавателем в Греческой школе Левкосии.
20 апреля 1889 года тогдашний епископ Керинийский Хрисанф (Иоаннидис) занял Китийскую епископию, которая была не только большей по размеру, но и выше в иерархии по сравнению с Керинийской. На вакантную должность епископии Керинии через несколько дней был избран Кирилл (Пападопулос). Его епископская хиротония состоялась 3 мая того же года.
На Керинийской кафедре епископ Кирилл оставался только четыре года. В 1893 году после смерти епископа Китийского Хрисанфа и, следуя его примеру, Кирилл также перешёл на Китийскую епископию.
Будучи митрополитом Кериниийским и позже Китийским, был вовлечён в политику, начиная с 1889 года. Был членом Законодательного совета, то есть депутатом парламента, и избирался туда последовательно в течение пяти сроков: 1889—1891, 1891—1896, 1896—1901, 1901—1906 и 1906—1911.
В 1899 году умер митрополит Пафский Епифаний и в 1900 году умер и архиепископ Кипрский Софроний. После этих двух смертей Кипрская Церковь осталась только с двумя иерархами: митрополитом Китийским Кирллом (Пападопулосом), прозванным Кириллацосом, и митрополитом Керинийским Кириллом (Василиу), прозванным Кириллудис. Оба выдвигались кандидатами на пост Архиепископа Кипрского. Отсутствие полной церковной иерархии, которая бы являлась Синодом и узаконенных методов процедуры избрания архиепископа, вскоре привели к тупику, в результате которого возник острый антагонизм между двумя Кириллами. Сам народ разделился на «китийцев» (сторонников митрополита Китийского Кирилла) и «керинийцев» (сторонников митрополита Керинийского Кирилла). Это противостояние, которое разделило Церковь и народ, продлилось около 10 лет и стало известно в новейшей истории Кипра под именем «архиепископский вопрос» (αρχιεπισκοπικό ζήτημα). Эта борьба, первоначально чисто церковная, приняла впоследствии и более широкие политические и общественные оттенки.
Это противоборство было не только долговременным, но и особенно острым, поскольку имело и другие последствия. Каждый из двух митрополитов Кириллов выражал свою линию по национальному вопросу Кипра. Сторонники двух Кириллов, китийцы и керинийцы, стали известны также под характеристиками умеренные и непримиримые, в силу политической линии каждой из сторон. Противоборство двух Кириллов и их сторонников прошло через многие стадии и в вопрос вмешались патриархии Константинополя Иерусалима и Александрии. Англичане, во всяком случае официально, не приняли участие в этом противоборстве которое. Однако очевидно, что продолжение кризиса между самими греками Кипра было им на руку.
В 1907 году тогдашний губернатор Чарльз Кинг-Харман представил в Законодательный совет законопроект «О выборе Архиепископа», подготовку которого он поручил «белому политику» Иоаннису Кирьякидису. Митрополит Керинийский Кирилл отверг этот законопроект, против которого выступил и Патриарх Константинопольский Иоаким III. В июне того же года на Кипр прибыли Патриарх Александрийский Фотий и клирик Иерусалимской православной церкви архимандрит Мелетий (Метаксакис), а также митрополит Анхиальский Василий, дабы внести свой вклад в разрешении кризиса. Однако в конечном итоге и они сами оказались вовлечены в него: Патриарх Александрийский Фотий поддерживая митрополита Китийского Кирилла, а митрополит Василий — митрополита Керинийский Кирилла.
В феврале 1908 года Константинопольская Патриархия после обсуждения с англичанами приняла необдуманное решение самостоятельно избрать нового архиепископа Кипрского, назначив на эту должность митрополита Керинийского Кирилла. Реакция сторонников «китийцев» была немедленной и решительной, в то время как керинийцы праздновали. Массы китийцев собрались в Левкосии с греческими флагами скандируя лозунги. Между тем, керинийцы заняли архиепископию в которой находились как Кирилл Китийский так и Кирилл Керинийский, и требовали начать процедуру возведения на трон. Британские власти во избежание кровопролития выдворили людей из архиепископии и перевезли двух митрополитов в здание губернатора. Кирилл Керинийский, также боявшийся кровопролития, объявил что не принимает своего избрания, поскольку не хотел, по его выражению, шагать по трупам. Однако столкновений и камнеметаний избежать не удалось, и губернатор объявил о введении военного положения.
После этого было ускорено голосование по законопроекту о выборе архиепископа, который был 22 апреля 1908 года одобрен Законодательным Советом, в котором подавляющее большинство из 9 греков членов составляли сторонники Кирилла Китийского. После чего стало возможным провести выборы представителей.
2 апреля 1909 года состоялись выборы генеральных делегатов и 9 апреля — архиепископа Кипрского. В этот день полиция открыла архиепископский дворец. На заседании председательствовал митрополит Халеппский Нектарий. Митрополит Китийский Кирилл был единогласно избран архиепископом. Верховный комиссар утвердил результаты выборов и после этого состоялась его интронизация с именем Кирилла II. Полиция жестко пресекала все попытки протеста сторонников митрополита Киринийского Кирилла.
До февраля 1910 года «киринийская партия» не признавала нового архиепископа. 12 февраля 1910 года на Кипр прибыли посланцы Патриарха Фотия митрополит Леонтопольский Софроний (Евстратиадис) и епископ Трипольский Феофан (Мосхонас) с целью примирения сторон. Они уговорили конфликтующие стороны встретиться на подворье Киккского монастыря 17 февраля 1910 года. В конечном счёте митрополит Киринийский Кирилл подал 18 февраля 1910 года прошение об отставке Константинопольскому патриарху, а архиепископ Кирилл II оставил ему титул «Блаженнейший» и «Предстоятель Киринии». По просьбе митрополита Киринийского Кирилла была снята кандидатура на Пафосскую кафедру архимандрита Макария (Мирианфевса), поскольку он являлся племянником архиепископа Кирилла II. Оба Кирилла встретились и примирились утром 18 февраля 1910 года.
Скончался 6 июля 1916 года. Похоронен в Продроме. Архиепископом Кипрским стал некогда уступивший ему митрополит Киренийский Кирилл по именем Кирилла III.